# Raninoidea
Los raninoideos (Raninoidea) son una superfamilia de crustáceos braquiuros, la única de la subsección Raninoida. Los cangrejos de esta superfamilia se caracterizan por presentar un abdomen que no se pliega bajo el tórax.

## Taxonomía
Contiene las siguientes familias:
- †Camarocarcinidae Feldmann, Li & Schweitzer, 2007
- †Cenomanocarcinidae Guinot, Vega & Van Bakel, 2008
- Raninidae
- Symethidae